# Czystość enancjomeryczna
Czystość enancjomeryczna (homochiralność) – termin stereochemiczny oznaczający, że wszystkie wykrywalne cząsteczki danej próbki związku chemicznego mają taką samą chiralność. Jest to cecha szczególnie charakterystyczna dla związków występujących w organizmach żywych. W przypadku polimerów przez homochiralność rozumie się fakt, że wszystkie mery bez wyjątku charakteryzuje ta sama chiralność.
Niemal wszystkie występujące naturalnie aminokwasy (wyjątkiem jest np. D-seryna) są enancjomerami typu „L”, zaś niemal wszystkie cukry występują naturalnie w formie „D”. Sztucznie otrzymane analogi homochiralnych związków występujących naturalnie, które mają przeciwną konfigurację absolutną, często nie wykazują aktywności biologicznej (np.: L-glukoza) lub wykazują właściwości toksyczne. Wszystkie naturalnie występujące polimery, które mają chiralne mery, są ściśle homochiralne.
Naturalnie występujące reakcje chemiczne, które zachodzą poza organizmami żywymi, nie prowadzą prawie nigdy do powstawania związków czystych enancjomerycznie. W warunkach laboratoryjnych otrzymanie związków czystych enancjomerycznie wymaga stosowania specjalnych technik syntezy asymetrycznej.
Przyczyny, dla których naturalnie występujące związki chemiczne są czyste enancjomerycznie, nie zostały jednoznacznie wyjaśnione. Wśród naukowców zajmujących się tą tematyką nie ma też zgody co do tego, jak i kiedy w procesie abiogenezy doszło do tego, że w organizmach żywych znajdują się tylko homochiralne substancje. Problem ten jest czasami nawet interpretowany jako jeden z dowodów na istnienie Boga. Większość naukowców zajmujących się tą tematyką odrzuca jednak ten pogląd i stara się tworzyć rozmaite teorie mające wyjaśnić mechanizm powstania homochiralności organizmów żywych w sposób naturalny. Najbardziej obiecującą teorią wydaje się ta stwierdzająca, że o homochiralności organizmów żywych zdecydowały bariery entropowe samoorganizacji cząsteczek. M.in. wykazano eksperymentalnie, że w roztworach wodnych racemicznych aminokwasów w odpowiednich warunkach tworzą się spontanicznie agregaty, w których występuje tylko jeden z enancjomerów.